# Bathypallenopsis paramollis
Bathypallenopsis paramollis is een zeespin uit de familie Pallenopsidae. De soort behoort tot het geslacht Bathypallenopsis. Bathypallenopsis paramollis werd in 1975 voor het eerst wetenschappelijk beschreven door Stock. 